# Грилювання
Грилюва́ння — це спосіб приготування їжі за допомоги гриля, де тепло зазвичай випромінюється електричною нагрівальною спіраллю (у духовці, у мікрохвильовій печі, поєднаній з грилем) або тліючими шматочками палива (відкрите вогнище). Температура навколишнього повітря під час приготування на грилі не повинна бути занадто високою, щоб запобігти іншій передачі тепла в більшому обсязі. Аби поверхневі шари не підгорали, продукти змащують власним соком. Для приготування на грилі бажано використовувати тонші шматки, аби забезпечити достатню термічну обробку всередині продукту. Перед приготуванням їжу можна відповідним чином приправити.

## Різновиди
Прямий спосіб приготування на грилі передбачає безпосередній вплив тепла на продукт. Цей метод особливо підходить для продуктів, які готуються на грилі менше 30 хвилин. Переважно це стейки, бургери, сосиски або битки. При цьому способі приготування на грилі необхідно перевертати продукти, що готуються. При цьому утворюються характерні для цього методу сліди-заглиблення.
Непрямий спосіб приготування на грилі полягає в розташуванні форми для запікання між двома джерелами тепла. Кришка гриля дозволяє гарячому повітрю рівномірно надходити, як у духовці з конвекцією. Цей метод підходить для продуктів, які вимагають більш тривалого часу приготування (великі шматки м'яса), а також для дуже делікатних продуктів, які можуть бути пересушені або підгоріти при безпосередньому приготуванні на грилі.
Ще одним методом приготування м'яса на грилі є так званий гриль на кам'яній плиті. Такий вид гриля не тільки дуже приємний, але й корисний, тобто без загрози канцерогенів, жиру і при цьому зі збереженням смаків й ароматів приготованого м'яса. Камінь найчастіше виготовляється з дрібно- або середньозернистого граніту. Зазвичай він має прямокутну або квадратну форму і три сантиметри завтовшки. Його можна комбінувати з багатьма типами грилів, доступних на сьогоднішній день.
Гриль на лавових каменях як вид мангалів в основному використовується з газовими барбекю. Як теплоносій використовується пропан-бутан, який передає тепло піску від лавових каменів, розміщених над газовими пальниками. Недоліком цього виду гриля є можливість загоряння капель жиру на лавових каменях та погіршення смакових якостей продуктів, що готуються на грилі, через вигорілий жир. Існують також значні ризики для здоров'я через канцерогенні речовини, що виникають внаслідок вигорання жиру з м'яса, приготованого на грилі.

## Галерея

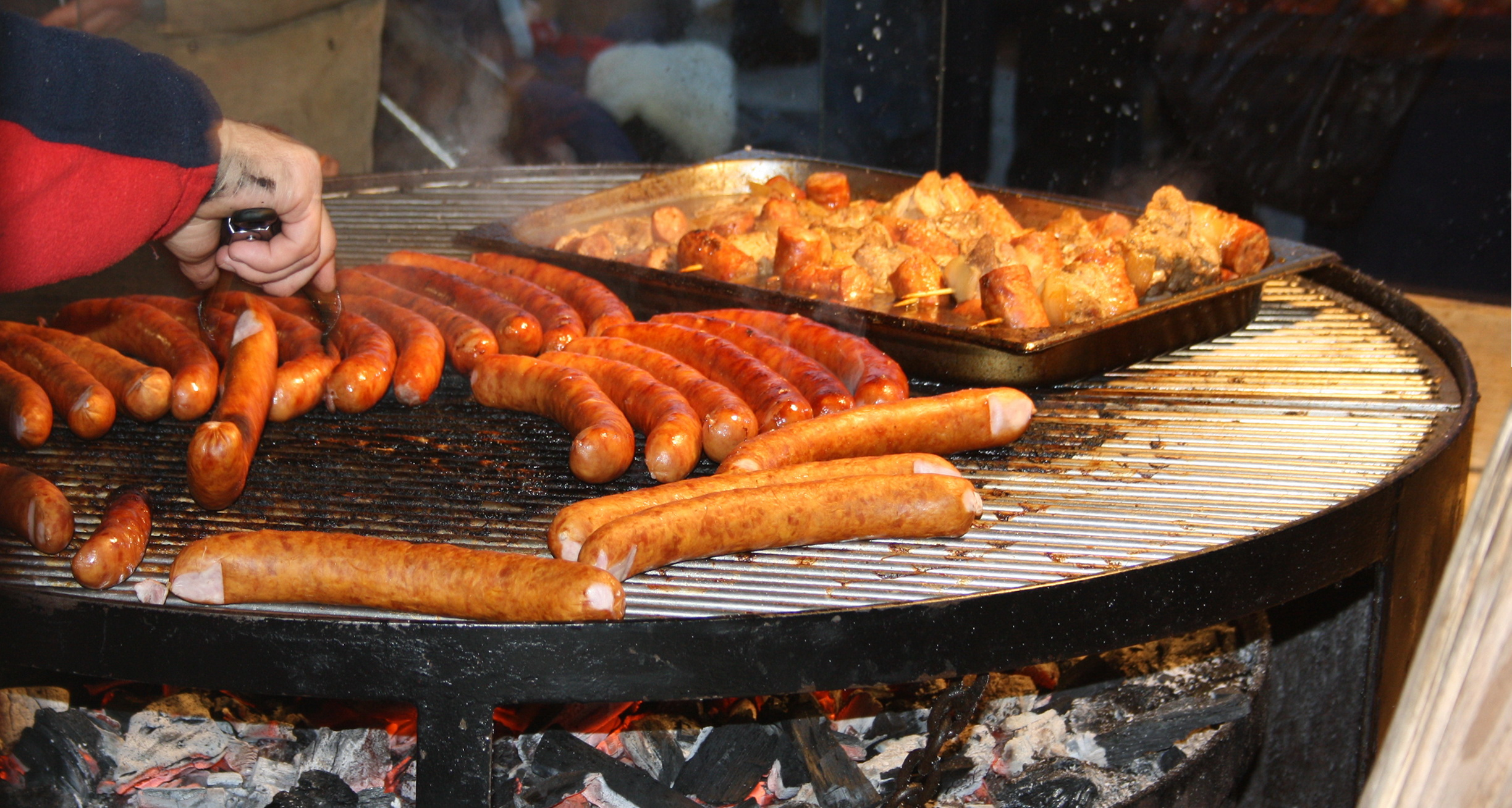
Шашлик і сосиски на грилі
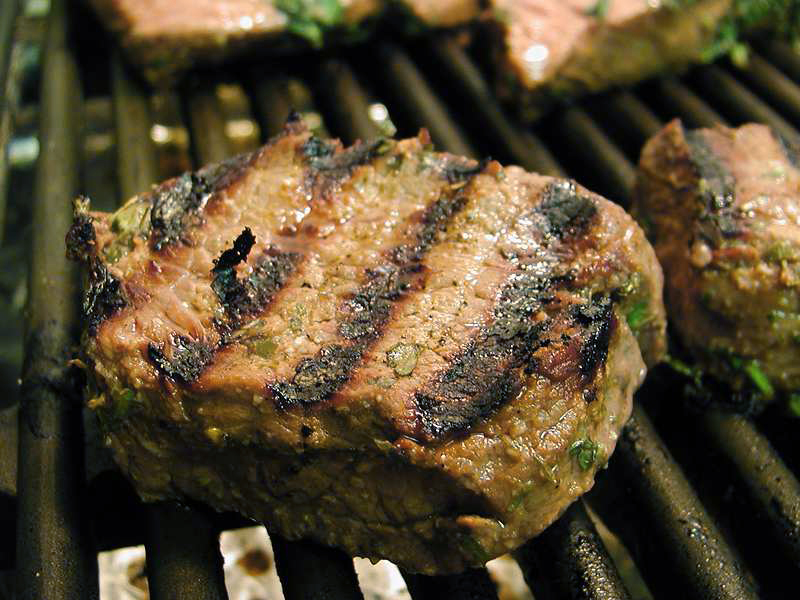
Стейк на грилі
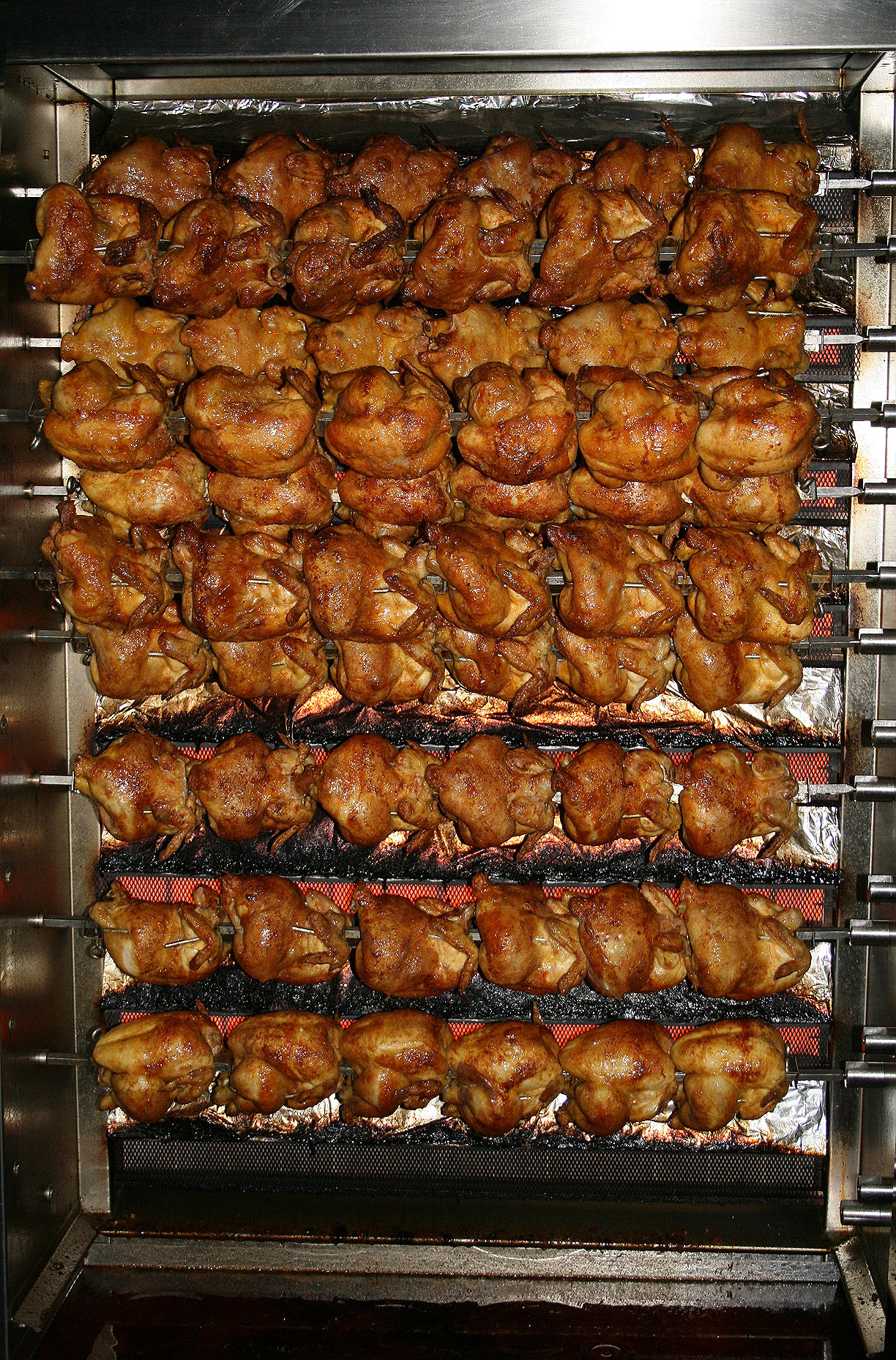
Грилювання курчат